# DFDS
DFDS o Det Forenede Dampskibs-Selskab (en español La Compañía Unida de Barcos de Vapor) es una compañía naviera de Dinamarca. DFDS fue formada en 1866 gracias a la unión de varias pequeñas compañías navieras, bajo el liderazgo del empresario industrial Carl Frederik Tietgen. Hacia 2006, DFDS es la compañía naviera danesa más grande y antigua. El dueño actual de la empresa es Emiliano Granados Cortés